# Гітрі (Ер)
Гітрі́, Ґітрі (фр. Guitry) — колишній муніципалітет у Франції, у регіоні Нормандія, департамент Ер. Населення — 269 осіб (2011).
Муніципалітет був розташований на відстані близько 75 км на північний захід від Парижа, 45 км на південний схід від Руана, 37 км на північний схід від Евре.

## Історія
До 2015 року муніципалітет перебував у складі регіону Верхня Нормандія. Від 1 січня 2016 року належав до нового об'єднаного регіону Нормандія.
1 січня 2016 року Гітрі, Бертенонвіль, Бю-Сен-Ремі, Каень, Кантьє, Сів'єр, Дамменій, Еко, Фонтене, Форе-ла-Фолі, Фурж, Фур-ан-Вексен, Панієз i Турні було об'єднано в новий муніципалітет Вексен-сюр-Епт.

## Демографія
Динаміка населення (INSEE ):
Розподіл населення за віком та статтю (2006):
| Стать | Всього | До 15 років | 15-24 | 25-44 | 45-64 | 65-85 | Понад 85 |
| --- | ------ | ----------- | ----- | ----- | ----- | ----- | -------- |
| Чоловіки | 124    | 28          | 8     | 36    | 36    | 16    | 0        |
| Жінки | 132    | 32          | 12    | 32    | 32    | 20    | 4        |
| \| Статево-вікова піраміда \| Статево-вікова піраміда \| Статево-вікова піраміда \| \| ----------------------- \| ----------------------- \| ----------------------- \| \| Чоловіки \| Вік \| Жінки \| \| 0 \| 85 + \| 4 \| \| 8 \| 80-84 \| 12 \| \| 4 \| 75-79 \| 4 \| \| 4 \| 70-74 \| 4 \| \| 0 \| 65-69 \| 0 \| \| 12 \| 60-64 \| 0 \| \| 12 \| 55-59 \| 8 \| \| 4 \| 50-54 \| 12 \| \| 8 \| 45-49 \| 12 \| \| 8 \| 40-44 \| 4 \| \| 12 \| 35-39 \| 8 \| \| 8 \| 30-34 \| 8 \| \| 8 \| 25-29 \| 12 \| \| 0 \| 20-24 \| 4 \| \| 8 \| 15-20 \| 8 \| \| 8 \| 10-14 \| 8 \| \| 4 \| 5-9 \| 16 \| \| 16 \| 0-4 \| 8 \| |        |             |       |       |       |       |          |
| Статево-вікова піраміда |        |             |       |       |       |       |          |
| Чоловіки | Вік    | Жінки       |       |       |       |       |          |
| 0 | 85 +   | 4           |       |       |       |       |          |
| 8 | 80-84  | 12          |       |       |       |       |          |
| 4 | 75-79  | 4           |       |       |       |       |          |
| 4 | 70-74  | 4           |       |       |       |       |          |
| 0 | 65-69  | 0           |       |       |       |       |          |
| 12 | 60-64  | 0           |       |       |       |       |          |
| 12 | 55-59  | 8           |       |       |       |       |          |
| 4 | 50-54  | 12          |       |       |       |       |          |
| 8 | 45-49  | 12          |       |       |       |       |          |
| 8 | 40-44  | 4           |       |       |       |       |          |
| 12 | 35-39  | 8           |       |       |       |       |          |
| 8 | 30-34  | 8           |       |       |       |       |          |
| 8 | 25-29  | 12          |       |       |       |       |          |
| 0 | 20-24  | 4           |       |       |       |       |          |
| 8 | 15-20  | 8           |       |       |       |       |          |
| 8 | 10-14  | 8           |       |       |       |       |          |
| 4 | 5-9    | 16          |       |       |       |       |          |
| 16 | 0-4    | 8           |       |       |       |       |          |

## Економіка
2010 року серед 180 осіб працездатного віку (15—64 років) 142 були активними, 38 — неактивними (показник активності 78,9%, у 1999 році було 71,7%). З 142 активних мешканців працювало 128 осіб (72 чоловіки та 56 жінок), безробітними було 14 (7 чоловіків та 7 жінок). Серед 38 неактивних 14 осіб було учнями чи студентами, 10 — пенсіонерами, 14 були неактивними з інших причин.

У 2010 році в муніципалітеті числилось 104 оподатковані домогосподарства, у яких проживали 276,0 особи, медіана доходів виносила 20 588 євро на одного особоспоживача